# Lauri Ingman
Lars (Lauri) Johannes Ingman (30 tháng 6 năm 1868 – 25 tháng 10 năm 1934) nhà thần học, giám mục và chính trị gia Phần Lan. Từ năm 1916 đến năm 1930 ông là giáo sư thần học tại Đại học Helsinki. Ông là thành viên bảo thủ của Đảng Liên minh Dân tộc, từng kinh qua chức vụ Chủ tịch Quốc hội và Bộ trưởng trong nhiều chính phủ khác nhau, hai lần nhậm chức Thủ tướng Phần Lan. Năm 1930 ông được bầu làm Tổng giám mục Turku, người đứng đầu Giáo hội Luther Phúc Âm Phần Lan.